# MySims Party
MySims Party is een spel voor Nintendo DS en Wii, uitgegeven door Electronic Arts.

## Gameplay
Als de speler een Sim (virtueel personage) heeft aangemaakt komt deze in de stad wonen waar, om meer bezoekers te trekken, festivals worden georganiseerd. Deze festivals zijn een verzameling minigames. In de versie voor Nintendo DS zijn er 40 minispellen en in de versie voor Wii zijn er 50 minispellen. Door een festival te winnen kan de speler het volgende festival vrijspelen. De speler moet vrienden worden met de bewoners van de stad, zodat hij samen met hun minigames op het festival kan spelen. Elke Sim heeft zijn eigen talenten zoals kracht, uithoudingsvermogen en snelheid. Ook kan de speler tijdens een festival een "Festivalkaart" inzetten, hiermee worden de talenten van de tegenstanders verminderd of de talenten van de eigen Sim versterkt.